# Каликс
Каликс (на шведски: Kalix; на фински: Kainuu, Кайнуу) е град в североизточна Швеция, лен Норботен. Главен административен център на едноименната община Каликс. Разположен е около устието на река Каликселвен в Ботническия залив. Намира се на около 780 km на североизток от централната част на столицата Стокхолм и на около 50 km на североизток от главния град на лена Люлео. Има пристанище и крайна жп гара. Населението на града е 7299 жители според данни от преброяването през 2010 г.